# 坎拉 (愛荷華州)
坎拉（英語：Kamrar）是一個位於美國愛荷華州漢密爾頓縣的城市。

## 地理
坎拉的座標為42°23′31″N 93°43′43″W / 42.39194°N 93.72861°W，而該地的平均海拔高度為342米（即1122英尺）。

## 人口
根據2010年美國人口普查的數據，坎拉的面積為2.23平方千米，當中陸地面積為2.23平方千米，而水域面積為0.00平方千米。當地共有人口199人，而人口密度為每平方千米89人。